# Pierre Mosca
Pierre Mosca, all'anagrafe Pietro Mosca (Demonte, 24 luglio 1945), è un allenatore di calcio ed ex calciatore francese di origini italiane.

## Carriera
Nella sua carriera di calciatore, durata dal 1964 al 1976, giocò nel Montpellier e nel Monaco (con il quale raggiunse la finale di Coppa di Francia nel 1974). Terminata la carriera di calciatore, passò a quella di allenatore esordendo nel 1981 sulla panchina del Sochaux con il quale raggiunse subito il terzo posto nella Division 1, valido per l'accesso alla Coppa UEFA.
Passato nel 1984 al Rennes, Mosca riuscì anche qui a centrare un obiettivo al primo anno di panchina in una squadra, in questo caso la promozione del club bretone in Division 1, quindi nel 1987 Mosca siederà sulla panchina del Montpellier, rimanendovi fino al 1989 e conquistando il primo anno il terzo posto nella massima serie francese. Dopo due anni ad allenare la panchina del Tolosa, e nel Tolone, Mosca si ritirò momentaneamente dal mondo del calcio per farvi ritorno nel 1996 sulla panchina del Nîmes, in cui rimase fino al 1998, raggiungendo la finale di Coppa di Francia e ottenendo una promozione di Division 2.

## Palmarès

### Allenatore

#### Competizioni nazionali
- Championnat National: 1

Nimes: 1996-1997